# Phytoliriomyza pittosporophylli
Phytoliriomyza pittosporophylli är en tvåvingeart som beskrevs av Erich Martin Hering 1962. Phytoliriomyza pittosporophylli ingår i släktet Phytoliriomyza och familjen minerarflugor. Inga underarter finns listade i Catalogue of Life.